# 空想ルンバ
「空想ルンバ」（くうそうルンバ）は、大槻ケンヂと絶望少女達の楽曲。同グループ2枚目のシングルとして2008年1月23日にスターチャイルドから発売された。

## 概要
テレビアニメ『俗・さよなら絶望先生』のオープニングテーマ及び収録されたシングルのタイトルである。前作「人として軸がぶれている」と同様、ロックシンガーの大槻ケンヂと同アニメの出演声優5人（絶望少女達）がコラボレーションした曲である。演奏も特撮によるものである。当初予定されていたタイトルは大槻発案の「俺の値段を誰が決めた!?」であったが、NARASAKIとの相談の末、このタイトルに変更された。なお大槻はしばらくの間「幻想ルンバ」だと思い込んでいた。「恋路ロマネスク」のギターには西川進が参加している。
カップリング曲の「恋路ロマネスク」は同アニメのサブエンディングテーマとなっている。こちらの曲では大槻は歌っておらず、アニメに出演した声優が歌手として歌っているのみとなっている。初回盤は、第一話のエンドカード（画：寺田克也）が封入。ジャケットは総作画監督の守岡英行が描いている。

## 収録曲
1. 空想ルンバ [4:50]
歌：大槻ケンヂと絶望少女達[メンバー 1]
作詞：大槻ケンヂ、作曲・編曲：NARASAKI
  - テレビアニメ『俗・さよなら絶望先生』オープニングテーマ
2. 恋路ロマネスク [4:19]
歌：絶望少女達[メンバー 2]
作詞：村野直球、作曲・編曲：橋本由香利
  - テレビアニメ『俗・さよなら絶望先生』サブエンディングテーマ
3. 空想ルンバ（歌無し）
4. 恋路ロマネスク（歌無し）

### ユニットメンバー
1. ↑  風浦可符香（野中藍）、木津千里（井上麻里奈）、木村カエレ（小林ゆう）、関内・マリア・太郎（沢城みゆき）、日塔奈美（新谷良子）
2. ↑  小森霧（谷井あすか）、常月まとい（真田アサミ）、小節あびる（後藤邑子）、藤吉晴美（松来未祐）